# 현상주의
현상론(現象論, 영어: phenomenalism)은 다음을 말한다.
1. 현상의 배후에 물(物) 자체(물의 본체, 실체)가 존재함을 부인하지는 않으나 우리의 경험에 주어지고 인간이 인식할 수 있는 것은 오직 그 현상뿐이라고 하는 설이다. 대표자는 칸트이다. 콩트, 스펜서도 이 입장에 속한다.
2. 물(物) 자체나 본체라는 것은 단순히 의식현상(체험, 감각)에 지나지 않는다고 생각한다. 흄과 마흐주의자 등이 이에 속한다.

## 같이 보기
- 아이제이아 벌린